# Paso Pérez Rosales
Paso Pérez Rosales är ett bergspass i Chile. Det ligger i den södra delen av landet, 900 km söder om huvudstaden Santiago de Chile. Paso Pérez Rosales ligger 1 017 meter över havet.
Terrängen runt Paso Pérez Rosales är bergig åt nordväst, men åt sydost är den kuperad. Runt Paso Pérez Rosales är det ganska glesbefolkat, med 24 invånare per kvadratkilometer..
I omgivningarna runt Paso Pérez Rosales växer i huvudsak blandskog.